# Neoris orites
Neoris orites är en fjärilsart som beskrevs av Jordan 1911. Neoris orites ingår i släktet Neoris och familjen påfågelsspinnare. Inga underarter finns listade i Catalogue of Life.